# Proclo de Constantinopla
Proclo de Constantinopla (? - julho de 446/447) foi um arcebispo de Constantinopla. Atualmente é tido como santo e sua celebração ocorre em 20 de novembro. Proclo foi responsável pela conversão do tio de Melânia, a Jovem, Volusiano.

## Biografia
Amigo e discípulo de João Crisóstomo, ele se tornou um secretário do arcebispo, Ático (406-425), que também o ordenou diácono e padre. O sucessor de Ático, Sisínio I (426-427), o consagrou bispo da cidade de Cízico, porém seus habitantes se recusaram a aceitá-lo como seu bispo e ele permaneceu na capital imperial. Com a morte de Sisínio, Nestório o sucedeu como arcebispo de Constantinopla (428-431). No início de 429, num festival em homenagem à Teótoco (Virgem Maria), Proclo fez o seu celebrado sermão sobre a encarnação de Jesus, que posteriormente foi inserido no começo dos atos do concílio de Éfeso.
Quando o arcebispo Maximiano (431-434) morreu na quinta-feira santa, Proclo foi imediatamente conduzido ao trono com a permissão do imperador Teodósio II e dos bispos reunidos em Constantinopla. Sua primeira preocupação foi o funeral de seu antecessor. Em seguida, ele enviou aos seus pares, o Patriarca de Alexandria Cirilo e o Patriarca de Antioquia João I, as costumeiras cartas sinódicas anunciando sua ascensão, que foi aprovada por ambos.
Em 436, os bispos da Armênia o consultaram sobre um certa doutrina existente em seu país e a atribuíram a Teodoro de Mopsuéstia, pedindo que ele a condenasse. Proclo respondeu no ano seguinte, na celebrada carta conhecida como "Tomo de Proclo", que ele enviou para os bispos do oriente pedindo que eles a assinassem e que se juntassem a ele na condenação da doutrina levantada pelos armênios. Eles aprovaram as cartas mas, por admiração a Teodoro, hesitaram em condenar as doutrinas atribuídas a ele. Proclo respondeu que ainda que ele desejasse que os trechos anexados ao seu Tomo fossem condenados, ele não os tinha atribuído a Teodoro ou a nenhum outro indivíduo, não desejando assim condenar ninguém pessoalmente.
Uma ordem imperial conseguida por Proclo, declarando seu desejo de que todos deveriam viver em paz e que nenhuma acusação deveria ser feita contra ninguém que tenha morrido em comunhão com a igreja apaziguou os ânimos. O caso como um todo serviu para demonstrar a moderação e o tato de Proclo. Em 438, ele transferiu as relíquias de seu antigo mestre, João Crisóstomo, de Comana Pôntica para Constantinopla, onde ele as enterrou com grandes honras na Igreja dos Doze Apóstolos. Este ato reconciliou a igreja com os seguidores de João, que tinham se separado quando ele foi injustamente deposto de seu patriarcado.
Em 439, a pedido de uma missão diplomática de Cesareia, na Capadócia, ele selecionou como seu novo bispo, Talássio, que estava prestes a ser nomeado como prefeito pretoriano do Oriente. Neste período Constantinopla foi varrida por inúmeros terremotos que ocorreram em um período de quatro meses o que obrigou a população viver temporariamente nos campos próximos. Proclo morreu provavelmente em julho de 446.

## Obras e influência
Suas obras (Migne, Patrologia Grega lxv. 651) consistem de vinte sermões (alguns de autoria duvidosa) e mais cinco outros publicados pelo Cardeal Mai (Spicilegium Romanum, iv. xliii. lxxviii.), dos quais três existem apenas na versão siríaca. Além disso, mais sete cartas de sua autoria e diversas outras endereçadas a ele por outros. Por fim, uns poucos fragmentos de outras cartas e sermões (Sócrates Escolástico, Hist. Ecles., vii, 26; Teófanes o Confessor, sub annus 430; Tillemont, Mém. eccl. xiv. 704; AA. SS. Act. x. 639.).
Proclo foi citado pelo cardeal John Henry Newman por sua obra sobre a mariologia e seu forte apoio ao dogma conciliar sobre a Teótoco.